# Theodora Skipitares
Theodora Skipitares (* 2. Mai 1946 in San Francisco) ist eine US-amerikanische Performancekünstlerin, die vorrangig auf dem Gebiet des Puppentheaters aktiv ist.
Die Tochter griechischer Einwanderer besuchte die School of Classical Studies in Athen, bevor sie 1968 ein Studium an der University of California, Berkeley mit dem Bachelor of Arts abschloss. 1970 kam sie nach New York, wo sie eine Ausbildung als Bildhauerin und Bühnenbildnerin absolvierte. 1972 erlangte sie den Master of Fine Arts an der New York University.
Skipitares arbeitete kurze Zeit für Gruppen wie Richard Schechners The Performance Group und Omar Shaplis Section Ten, bevor sie ab Mitte der 1970er Jahre zu Soloauftritten mit lebensgroßen Puppen überging. Integriert wurden in die Aufführungen Lifemusik, Film- und Videomaterial sowie dokumentarische Texte, wobei Skipitares mit Komponisten wie Virgil Moorefield, Bobby Previte, Scott Johnson, Pat Irwin, Barry Greenhut, David First, Tim Schellenbaum, Arnold Dreyblatt und Sxip Shirey zusammenarbeitete.
Zu diesen Werken zählen u. a. The Age of Invention, Defenders of the Code, The Radiant City und Under the Knife. 1998 wurde die Kammeroper A Harlot's Progress nach Stichen von William Hogarth uraufgeführt. In Auseinandersetzung mit der Renaissancekunst entstand 2001 Optiv Fever. 1997 führte sie mit Ellen Stewart und ihrem La MaMa Theater in Vietnam in Zusammenarbeit mit dem Vietnamesischen Staatstheater und Puppentheater eine Oper auf, im gleichen Jahre leitete sie am Sundance Theater eine Aufführung von Charles Ludlams The Enchanted Pig.
1999 und 2000 arbeitete Skipetares als Fulbright-Stipendiatin in Indien, wo sie mit indischen Puppenspielern und Choreographen zwei Stücke realisierte, 2002 arbeitete sie erneut in Indien und in Kambodscha. Mit Beginn des Irak-Krieges wandte sie sich klassischen griechischen Werken um den Trojanischen Krieg zu und realisierte die Trilogie (Helen, Queen of Sparta, Odyssey: The Homecoming und Iphigenia), die sie 2005 vollendete.

## Weblink
- Theodora Skipitares' Homepage